# Monster (bài hát của Lady Gaga)
"Monster" (tạm dịch: Quái vật) là một ca khúc thuộc thể loại nhạc dance-pop được sáng tác và trình bày bởi nữ ca sĩ người Mỹ Lady Gaga trích từ EP phòng thu thứ hai của cô mang tên The Fame Monster. Bài hát được chọn làm nhạc nền trong chương trình video game Rock Band 2 cùng với "Just Dance", "Poker Face" và "Bad Romance" vào ngày 16 tháng 3 năm 2010. "Monster" được nhiều nhà phê bình đương đại đánh giá cao về sự sắp xếp các nốt nhạc và giai điệu của bài hát, nhưng một vài người không thích lời nhạc của bài. Nếu ở "Bad Romance", Gaga là một cô gái mắc kẹt trong mối tình buồn, không thể thoát ra, thì trong "Monster", Gaga lại cho chúng ta thấy một người đàn bà luôn si mê trong tình yêu nhưng lại bị phản bội mặc cho trong đầu cô lúc nào cũng biết người bạn trai của mình là quái vật, nhưng cũng chính vì tình yêu đã khiến người con gái này mù quáng, đắm say vào ngã rẽ giả dối của cuộc đời đầy tai ương và bất hạnh.
Bài hát đạt được nhiều thành công thương mại nhất định trong năm 2010, lọt được vào bảng xếp hạng đĩa đơn ở một số quốc gia như Úc, Anh, Hungary cũng như tại bảng xếp hạng Billboard Hot Dance Club Songs. Đến nay, "Monster" là một trong những ca khúc trong lịch sử âm nhạc giành được vị trí xếp hạng nhiều nhất bởi bài hát không được phát hành chính thức lên thị trường quốc tế.

## Sự tiếp nhận
"Monster" phần lớn đều nhận được nhiều sự đánh giá tích cực. Bill Lamb từ trang web About.com rất thích bài hát, danh sách đó là một trong top bốn bài hát hay nhất nằm trong EP. Ông đánh giá "Monster" là "một ca khúc thật hay, tạo sự lôi cuốn cho người nghe" và nói rằng "Monster rõ ràng là một bài hát rất xuất sắc trong ca từ và cả giọng hát" trích dẫn những câu trong lời bài hát như ""He ate my heart"" (Anh ta nuốt mất trái tim tôi) và câu "He tore my clothes right off. He ate my heart and then he ate my brain" ("Anh ấy giật xé quần áo của tôi. Anh ta đã cướp đi trái tim và bộ óc của tôi").
Thế nhưng, Evan Sawdey từ tạp chí PopMatters bày tỏ rằng: "Bài hát này có lẽ có một vài điểm không hợp lý, sử dụng cách ẩn dụ chưa đúng (có một anh chàng ăn mất trái tim của bạn, chắc chắn là như thế nhưng không lẽ anh ta nuốt luôn cả não của bạn ư ?), những cách lặp từ, những tiếng trống của những năm 80 đã tạo nên một không khí vui tươi (hay nghịch ngợm) cho bài hát. Âm thanh trong Monster tạo nên một hiệu ứng "pop cocktail" đầy ngạc nhiên." Ben Patashnik từ NME cảm thấy rằng bài hát "Monster", cùng với một ca khúc khác là "Dance in the Dark" đã dùng lại giai điệu từ những bản nhạc trước nên không tạo được sự mới mẻ.

## Diễn biến trên các bảng xếp hạng
Ở Vương Quốc Anh, "Monster" ra mắt trên UK Singles Chart tại vị trí thứ 68 vào ngày 12 tháng 12 năm 2009 nhưng chỉ lọt vào bảng xếp hạng này trong một tuần. Đến ngày 16 tháng 8 năm 2010, "Monster" đứng vị trí thứ 30 trên bảng xếp hạng New Zealand Singles Chart do lượng tải kỹ thuật số trên mạng. Tại Hungary, bài hát xuất hiện lần đầu tiên trên bảng xếp hạng Mahasz Single Top 10 lista ở vị trí thứ 6 vào ngày 23 tháng 11 năm 2009 nhưng lại bị rớt hạng trong tuần kế tiếp. "Monster" đã tiêu thụ được 207.000 bản lượt tải kỹ thuật số ở Hoa Kỳ, theo như thống kê của Nielsen Soundscan.

## Biểu diễn trực tiếp

Lady Gaga trình diễn ca khúc "Monster" trong chuyến lưu diễn The Monster Ball Tour.

Vào ngày 15 tháng 1 năm 2010, Lady Gaga đã trình diễn một phần của bài hát "Monster" cùng một chuỗi với ba ca khúc khác trong chương trình truyền hình trực tiếp Oprah Winfrey Show. Trong buổi biểu diễn, Gaga bước lên sân khấu với một quả bóng và một kiểu tóc dựng đứng lên - đó là một phần của trang phục và là một phần nhỏ của buổi diễn. Sau đó cô bắt đầu hát ca khúc "Monster". Cô hát câu đầu, đoạn nối và phần điệp khúc trước khi chuyển qua ngân nga bài hát "Bad Romance". Tiếp đến, Lady Gaga cầm quả bóng sắt được treo vào một sợi dây, nhảy lên mui xe taxi rồi bắt đầu việc đập phá. Sau đó cô dừng lại và nhảy xuống, đi đến chiếc đàn piano để kết thúc màn biểu diễn với ca khúc "Speechless".

## Đội ngũ thực hiện
Danh sách ghi công lấy từ bản ghi chú của The Fame Monster.
- Lady Gaga – hát chính, sáng tác, đồng sản xuất, hòa âm, hát nền.
- RedOne – sáng tác, sản xuất, chỉnh âm, hòa âm, hát nền, kỹ thuật viên âm thanh tại Record Plant Studio, Los Angeles, California.
- Space Cowboy – sáng tác, thu âm, hát nền.
- Johnny Severin – chỉnh âm và kỹ thuật viên âm thanh.
- Dave Russel – kỹ thuật viên âm thanh.
- Robert Orton – mix tại Sarm Studios, London, Anh.
- Gene Grimaldi – chỉnh âm tại Oasis Mastering, Burbank, California.

## Bảng xếp hạng
| Bảng xếp hạng (2009–10)                           | Vị trí cao nhất |
| ------------------------------------------------- | --------------- |
| Úc (ARIA)                                         | 80              |
| Canada (Billboard Canadian Digital Songs)         | 73              |
| Hungary (Single Top 40)                           | 6               |
| New Zealand (Recorded Music NZ)                   | 29              |
| Scotland (OCC)                                    | 55              |
| Anh Quốc (OCC)                                    | 68              |
| Hoa Kỳ Bubbling Under Hot 100 Singles (Billboard) | 12              |
| Hoa Kỳ Dance Club Songs (Billboard)               | 29              |
| Hoa Kỳ Dance/Electronic Digital Songs (Billboard) | 20              |
| Hoa Kỳ Latin Pop Songs (Billboard)                | 22              |

| Bảng xếp hạng (2010)                              | Vị trí |
| ------------------------------------------------- | ------ |
| Hoa Kỳ Dance/Electronic Digital Songs (Billboard) | 29     |

## Chứng nhận
| Quốc gia                                                    | Chứng nhận | Số đơn vị/doanh số chứng nhận |
| ----------------------------------------------------------- | ---------- | ----------------------------- |
| Úc (ARIA)                                                   | Vàng       | 35.000‡                       |
| Hoa Kỳ (RIAA)                                               | Vàng       | 500.000‡                      |
| ‡ Chứng nhận dựa theo doanh số tiêu thụ và phát trực tuyến. |            |                               |